# Schizymenium nanum
Schizymenium nanum là một loài rêu trong họ Bryaceae. Loài này được Taylor mô tả khoa học đầu tiên năm 1848.